# Hugh de Freyne
Sir Hugh de Freyne (auch Hugh de Frene) († Dezember 1336 oder Januar 1337 in Perth) war ein englischer Ritter.

## Leben
Hugh de Freyne gehörte dem Ritterstand an und stammte aus Herefordshire. Nach dem Sturz von Königin Isabella und deren Günstling Roger Mortimer 1330 wurde er als königlicher Ritter Verwalter von Cardiganshire in Westwales mitsamt der Stadt Cardigan und Cardigan Castle. Im Mai 1334 erhielt er Orleton in Herefordshire, eine frühere Besitzung Mortimers, als Lehen. Ende 1335 oder Anfang 1336 entführte er, vermutlich mit ihrer Zustimmung, die zweifach verwitwete Alice, Countess of Lincoln aus Bolingbroke Castle, einer ihrer Burgen in Lincolnshire. Obwohl sie bereits eine ältere Frau war, konnte Freyne durch eine Heirat mit ihr die Verwaltung ihres großen Wittums erhalten. König Eduard III. war über die Entführung zunächst verärgert und gab Befehl, ihn und Alice zu verhaften. Schließlich begnadigte er sie und Freyne konnte Alice vor dem 23. März 1336 heiraten. Durch die Titel seiner Ehefrau wurde er im November 1336 ins Parlament berufen. Anschließend nahm er an einem Feldzug nach Schottland teil, während dem er wenig später starb. Nach dem Tod ihres dritten Mannes heiratete Alice nicht erneut.